# Pholcophora bahama
Pholcophora bahama är en spindelart som beskrevs av Willis J. Gertsch 1982. Pholcophora bahama ingår i släktet Pholcophora och familjen dallerspindlar. Inga underarter finns listade i Catalogue of Life.